# Сортирање каскадним спајањем
Сортирање каскадним спајањем је слично сортирању полифазним спајањем али користи једноставнију дистрибуцију. Спајање је спорије него полифазно спајање када има мање од шест фајлова, али брже када има више од шест.